# Penny
Pour les articles homonymes, voir Penny (homonymie).

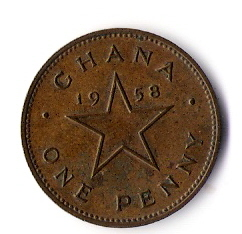
Un penny du Ghana de 1958.

Le penny (/pɛ.ni/, en anglais : /ˈpɛ.ni/) est une pièce de monnaie (pluriel : pennies, ou en français pennys) et une unité monétaire (pluriel : pence, ou en français pennys ; symbole p) divisionnaire de la livre sterling et de plusieurs monnaies des anciennes colonies britanniques.
Avant la décimalisation de 1971, il était l'équivalent du denier dans le système £sd (livre-sou-denier ou livre-shilling-penny). Il était d'ailleurs abrégé « d. ». Après la décimalisation, le terme penny (symbole : p) a été réutilisé pour une tout autre valeur.

## Pays dont le penny est une unité monétaire divisionnaire
- Royaume-Uni

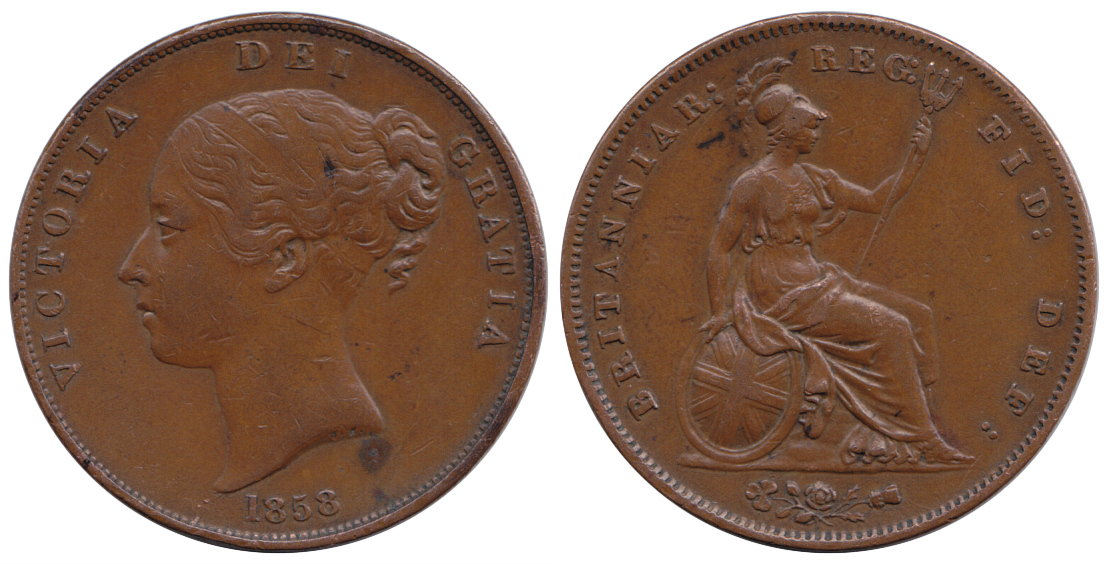
Penny du Royaume-Uni de 1858, avers : la reine Victoria, revers : Britannia.

  - avant la décimalisation de 1971 : 1 £ = 20 shillings de 12d = 240d
  - depuis le système décimal : 1 £ = 100p (1p (nouveau penny) est donc égal à 2,4d (anciens pence)
- Irlande : de 1928 à 1999,
- Australie : de 1910 à 1966,
- Nouvelle-Zélande : de 1933 à 1967.
- États-Unis : autre dénomination de la pièce de 1 cent[2].
- Canada : terme anglais pour l'ancienne pièce de 1 cent.

## Philatélie
L'abaissement du tarif postal intérieur britannique à un penny, en 1840, a accompagné l'introduction de l'affranchissement préalable du courrier à l'aide de timbre-poste. Le premier timbre a été le Penny Black, d'une valeur d'un penny et de couleur noire.

## Aspects linguistiques
En anglais, le mot penny a comme pluriel pence quand on parle de l'unité monétaire et pennies quand on parle de plusieurs pièces de monnaie. En français, on peut utiliser la forme « pennys » dans les deux cas ou utiliser le système d'origine.
Le terme penny ou pennies est aussi utilisé dans de nombreuses expressions idiomatiques anglaises, généralement pour désigner de petites sommes d'argent :
- To be two (or ten) a penny équivaut à « Ça ne coûte presque rien » et « Il y en a en abondance » ;
- Look after the pennies and the pounds will look after themselves : « Il n'y a pas de petites économies. » ;
- Pennies from heaven : « De l'argent tombé du ciel. » ;
- The penny drops : la lumière se fait dans l'esprit de quelqu'un, le déclic se fait dans l'esprit (par analogie avec le déclic d'un distributeur automatique) ;
- To turn up like a bad penny : arriver à l'improviste « comme un cheveu sur la soupe ».
- Penny-farthing : nom donné au grand bi, un ancêtre de la bicyclette, doté d'une grande roue à l'avant et d'une petite à l'arrière ;
- To be penniless : être sans le sou, fauché ;
- Shove Half-Penny (en): jeu de pub traditionnel britannique, joué sur une planche striée, équivaut à une sorte de billard miniature joué avec cinq pièces d'un demi penny ;
- To turn on a sixpence : virer sur l'espace d'une pièce de six pennys : Louange sur la maniabilité d'un véhicule, avion, bateau ou automobile, équivaut à « virer dans un rond de serviette ».
- in for a penny, in for a pound: une logique fondée sur un certain fatalisme, ou la preuve de la justesse du choix est ipso facto

## Autres subdivisions de monnaies
- le cent ;
- le centime ;
- le céntimo ;
- le centavo ;
- le pfennig.